# Liuchi (köping i Kina, lat 31,34, long 105,06)
Liuchi (kinesiska: 柳池镇, 柳池) är en köping i Kina. Den ligger i provinsen Sichuan, i den sydvästra delen av landet, omkring 120 kilometer nordost om provinshuvudstaden Chengdu. Antalet invånare är 5 398. Befolkningen består av 2 727 kvinnor och 2 671 män. Barn under 15 år utgör 15,0 %, vuxna 15-64 år 66 %, och äldre över 65 år 17,0 %.
Genomsnittlig årsnederbörd är 1 308 millimeter. Den regnigaste månaden är juli, med i genomsnitt 331 mm nederbörd, och den torraste är december, med 4 mm nederbörd.